# Lendopolis
Lendopolis est une plateforme française de financement participatif régulée par l'Autorité des marchés financiers. La plateforme est spécialisée dans le financement des projets d'énergies renouvelables.

## Activité
Lendopolis est un service en ligne de mise en relation d'investisseurs (particuliers et professionnel) et de sociétés (dites "emprunteurs") ayant des projets nécessitant un financement.
Les projets peuvent être financés par le biais de différents instruments financiers, à savoir : contrats de prêts, d'obligations simples ou convertibles, actions non cotées (titre de capital).
Lendopolis est membre de l'association Financement Participatif France.

## Historique
Lendopolis est créée en 2014 par les fondateurs de KissKissBankBank, Vincent Ricordeau, Ombline le Lasseur et Adrien Aumont. 
À sa création, l'activité de Lendopolis porte sur le financement des entreprises sans filtre sectoriel (TPE/PME de toutes sortes), avec aussi bien des projets de développement, que des projets de création en franchise, ou bien des projets de reprise d'entreprise.
La Banque Postale devient actionnaire majoritaire de KissKissBankBank & Co courant 2017, et par ce biais, de Lendopolis. La même année, la plateforme lance son offre de financement de projets dans les énergies renouvelables tout en accumulant un taux de projets en retard ou en défaut de paiement qui équivaut à 16 %. En 2020, le domaine des énergies renouvelables devient l'activité principale de la société. Entre ces deux périodes, Lendopolis essaie aussi de s'insérer sur le marché du financement participatif dans l'immobilier.
L'offre de prêt participatif aux PME est mise en sommeil en mars 2019. Ce changement stratégique est expliqué, selon la société, par un secteur très concurrentiel sur lequel Lendopolis n'arrive pas à s'ancrer durablement. 
Lendopolis a été une filiale de La Banque Postale jusqu’en octobre 2024. Depuis cette date, la plateforme a rejoint Lendosphere, formant ainsi le nouveau leader français et européen du financement participatif dédié à la transition énergétique. L’accès au financement participatif porté par Lendopolis continuera d’être disponible dans le réseau La Banque Postale et Louvre Banque Privée. 